# Anís paloma

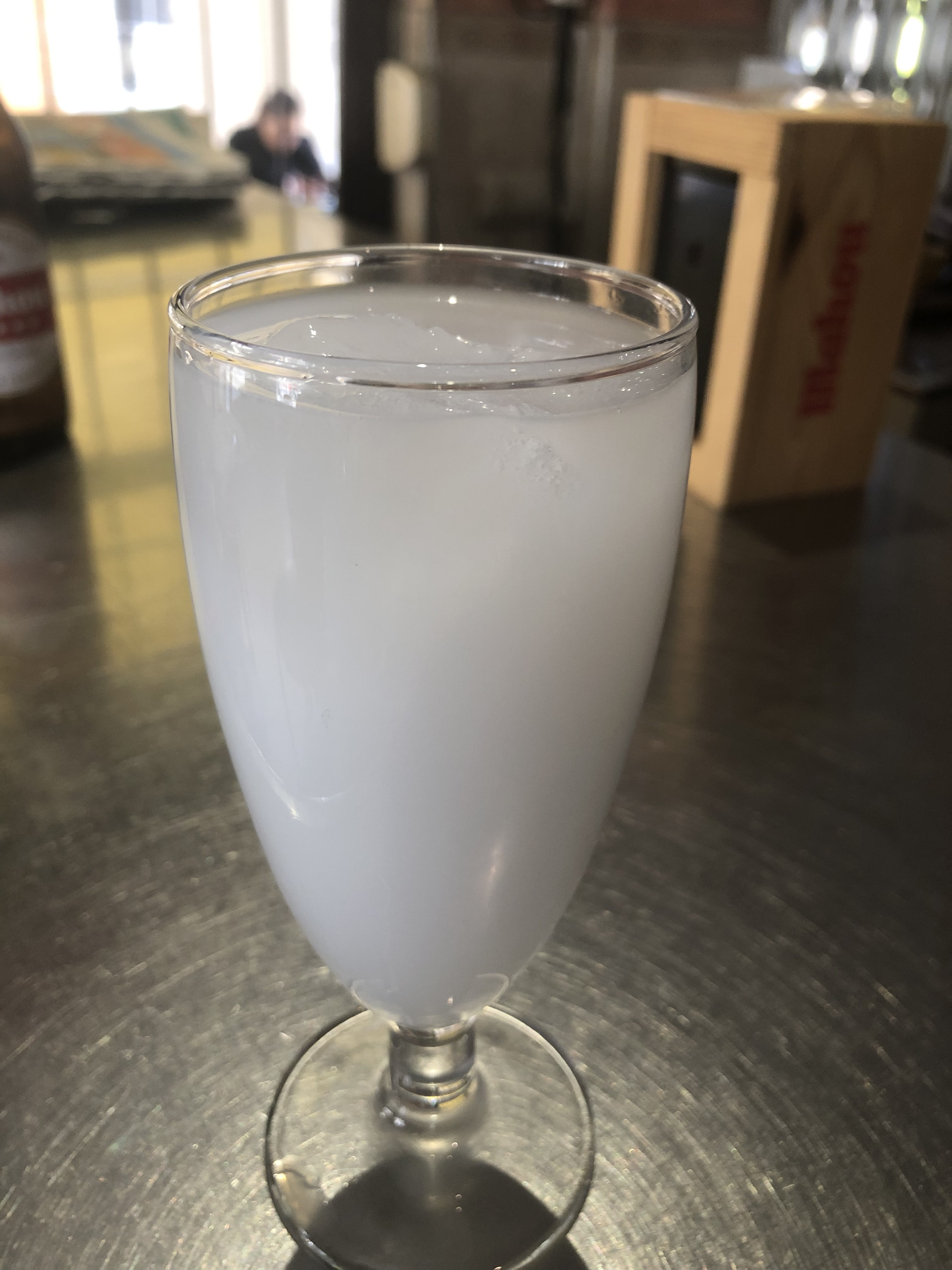
Vaso de paloma, llamada así por el color blanco que le otorga la mezcla de anís seco y agua.

El anís paloma es un licor español. Se elabora en la localidad de Monforte del Cid (Alicante), España.
Con él se suele hacer un combinado-aperitivo, llamado solamente paloma, que consiste normalmente en 3-4/5 partes de agua y 1-2/5 partes de anís paloma (el cual debe ser seco) es una bebida que se acostumbra a tomar a la hora del aperitivo en determinadas ciudades de la zona: Torrevieja, Elche, Alicante, Torrelamata, y también en algunos municipios de la cercana Región de Murcia.
La receta es la siguiente:
•Anís Seco-Paloma
•Agua mineral
•Hielo (es lo último que se añade para que no se corte el anís).

## Características
Se obtiene de la destilación del anís verde (Pimpinella anisum) o del anís estrellado, también conocido como badiana (Illicium verum). Al destilado se le añade alcohol y los extractos naturales de anís o badiana, además de agua y azúcar. El producto debe permanacer en reposo durante un mínimo de diez días antes de su embotellado.
Cuenta con una graduación alcohólica entre el 40% y 55% con un máximo de azúcar de 50 gramos por litro, resultando, por tanto, una bebida relativamente fuerte.
Su elaboración está regulada por la denominación Específica bebidas espirituosas de Alicante junto con la del café licor, el herbero y el cantueso.

## Galería

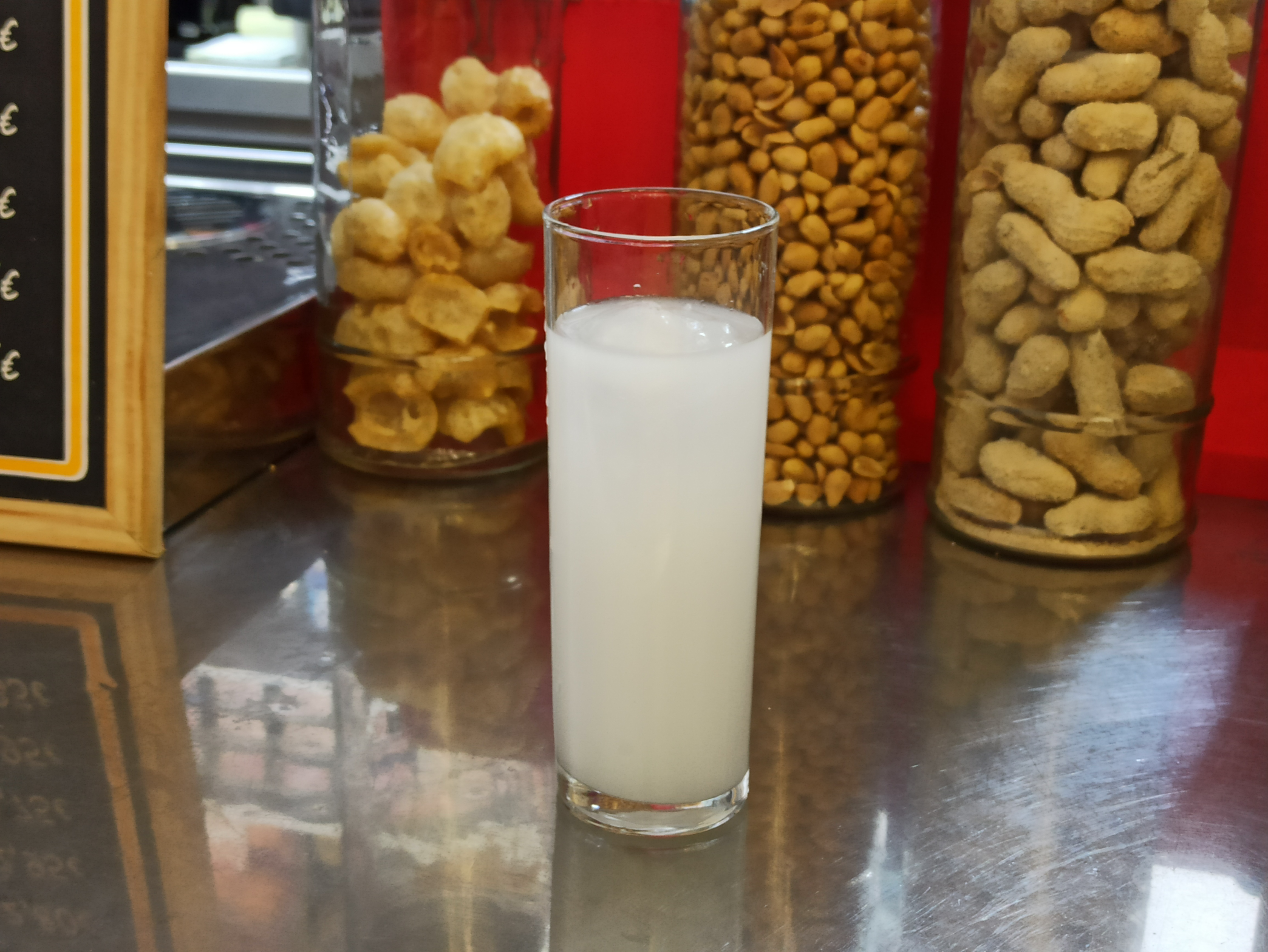
Anís paloma en vaso de tubo en un bar de la ciudad de Alicante